# Alfred Jasiński
Alfred Jasiński, właściwie Alfred Polok (ur. 1 lipca 1917 w Wielkich Hajdukach, zm. ?) – polski bokser.

## Kariera
Był wychowankiem i zawodnikiem Ruchu Chorzów w latach 1931–1939. Walcząc w kategorii muszej, dwukrotnie zdobył mistrzostwo Polski w 1938 i 1939, oraz był brązowym medalistą w 1936 roku. Uczestniczył w mistrzostwach Europy w Dublinie 1939 odpadając w ćwierćfinale. W reprezentacji Polski wystąpił 4 razy, odnosząc 2 zwycięstwa i 2 walki przegrywając w latach 1938–1939. Należał do pokolenia pięściarzy, któremu najlepsze lata kariery zabrała wojna.
Wielką wręcz sensacją w mediach, okrzyknięto udział Jasińskiego w mistrzostwach Europy, gdzie niespodziewanie zastąpił on jednego z głównych faworytów do złotego medalu w wadze muszej Szapsela Rotholca.